# 澳門彩虹
澳門彩虹（葡萄牙語：Arco-íris de Macau）是以提升LGBT（同性戀者、雙性戀者、跨性別者及其他性小眾社群）之社會地位、生活質素及權益為宗旨之澳門民間團體。澳門彩虹前身是「澳門同志權益關注組」，「關注組」是在2012年12月因應澳門特區政府宣佈將「同性同居」關係由《家庭暴力防治法》法律草案保障範圍剔除而成立，後來「關注組」發起人林嘉龍、周庭希於2013年4月正式註冊成立澳門彩虹，並將「澳門同志權益關注組」歸為澳門彩虹的附屬組織。澳門彩虹現任理事長為林嘉龍，發言人暨顧問為周庭希。

## 政策倡議

### 《預防及打擊家庭暴力法》
自2012年11月澳門特別行政區政府宣佈將同性同居關係由《預防及打擊家庭暴力法》法律草案保障範圍剔除起，澳門彩虹創辦人林嘉龍、周庭希以「澳門同志權益關注組」名義向政府遞交請願以及組織遊行，要求政府恢復同性同居在家暴立法的保障範圍內 。澳門彩虹就此議題多次與澳門特區政府官員進行會議。
2015年11月，澳門彩虹向聯合國禁止酷刑委員會遞交報告，指出基於政府的家暴法案，異性伴侶無需結婚可獲保障，若不同性伴侶提供平等保障則造成不公。澳門彩虹時任發言人周庭希親赴瑞士日內瓦出席禁止酷刑委員會會議，其後禁止酷刑委員會發出觀察性結論要求澳門家暴立法不能帶有歧視。 

### 跨性別
2015年，澳門首個公開發聲的跨性別人士Avery小姐 （化名）就更改身分證之性別欄，澳門彩虹獲授權代為跟進個案，亦與身份證明局及法務局見面，當局在會議中認同修改《民法典》有必要性。其後，法律改革諮詢委員會宣佈，會就「澳門居民變更性別資料」法律制度修訂進行研究 。

### 反歧視
2020年 澳門彩虹向聯合國人權事務委員會提交報告，指出澳門澳門性小眾社群在現有制度下在多方面受到歧視。聯合國人權事務委員會2020年8月6日發佈澳門人權問題清單，接納了澳門彩虹報告提出的性小眾議題，要求澳門特區政府提供全面反歧視立法工作的進度。

## 澳門同志研究
澳門彩虹及其前身澳門同志權益關注組於在2013年、2016年 和2019年 對澳門LGBT社群進行「澳門同志調查」。
有兩成澳門LGBT受訪者受訪者在2013年表示「曾經因性傾向有自殺念頭」，在 2019年下降至 14.1%  。2019年主觀澳門社會對同志歧視程度為 7.17 分（1分為最低、10分為最高）。澳門彩虹發現男同志在有自殺念頭及受到歧視及比女同志為嚴重，指出男同志應受更多關注。
就同性關係之間出現親密關係暴力，2016年有 6.59% 受訪者表示曾經受同性伴侶家暴對待，在2019年上升至 14.1% 。
澳門同志為自己「快樂指數」評分（1分為最低、10分為最高），2016年平均分為 5.02 分，2019年下跌至 4.54 分，澳門彩虹發現家庭對同志接受程度與快樂指數成正比，認為政府與教育機構去同志污名化工作有助於提高同志快樂指數。
對於是否同意「同性同居」重新納入到澳門《家暴法》保障範圍，2013 年有 94% 受訪者表示認同，2016年有 91.19% 受訪者表示認同，2019 年有 95.3% 受訪者表示認同。

## 公開活動
澳門彩虹在2013年發起國際不再恐同日系列活動，包括5月17日於大三巴牌坊前揮舞彩虹旗的「彩虹快閃」 ；5月18日於澳門理工學院舉辦「為澳門同志發出第一聲」講座活動  ；同年12月24日平安夜當晚舉辦以「『愛』的光影呈現」為主題的光影活動  ；2014年亦就慶祝國際不再恐同日於5月17、18日兩日發起「澳門街頭微展覽」攤位活動 。